# Johanna Geyer-Carles
Johanna Geyer-Carles (née le 10 octobre 1995 à Toulon) est une athlète française, spécialiste du cross-country.

## Biographie
Elle remporte le cross court du Championnat de France de cross-country en 2016. Elle est également 3e et 2e sur le cross court respectivement en 2017 et 2018.